# Rio Amapari
Der Rio Amapari (deutsch Amapari-Fluss) ist ein brasilianischer Fluss, der den Bundesstaat Amapá durchfließt und an den Städten Serra do Navio, Pedra Branca do Amapari und Serra do Navio vorbeiführt. Er entspringt dem südlichen Teil von Französisch-Guayana in der Serra Uassipein und mündet in den Rio Amapá im Gebiet von Porto Grande. Auf seiner Route gibt es zwei wichtige Wasserfälle: die Cachoeira do Tatu in der Nähe der Quelle und die Cachoeira do Veado vor der Stadt Serra do Navio.
Saramaccaner aus dem Norden hatten den Fluss auf der Suche nach Gold benutzt. Am Oberlauf leben noch Gruppen der Wayãpi (Waiãpi do Amapá).
Die Wasserqualität ist durch Gold- und Eisenerzabbau in der Gegend von Serra do Navio und Pedra Branca nach Untersuchungen von Forschern der Universidade Federal do Pará beeinträchtigt.